# Iso-Pihlainen (sjö i Kuopio, Norra Savolax)
Iso-Pihlainen är en sjö i kommunen Kuopio i landskapet Norra Savolax i Finland. Den är 2,5 meter djup. Arean är 39 hektar och strandlinjen är 5,29 kilometer lång. Sjön  ingår i Vuoksens huvudavrinningsområde.   Den ligger omkring 17 kilometer söder om Kuopio och omkring 320 kilometer norr om Helsingfors. 
I sjön finns öarna Isosaari, Heinäluoto och Heinäsaari. 